# جوني ووكر (دي جيه)
جوني ووكر (بالإنجليزية: Johnny Walker)‏ هو دي جيه أمريكي، ولد في 13 أغسطس 1948 في نيو ألباني في الولايات المتحدة، وتوفي في 1 مارس 2004 في بالتيمور في الولايات المتحدة بسبب سرطان الرئة.